# Einar Håkansson
Carl Gustaf Einar Håkansson, född 28 juli 1883 på Skärsätra herrgård, Lidingö, död 19 oktober 1907 i Södertälje, var en svensk författare, ungsocialist och typograf.

## Biografi
Håkansson var son till trädgårdsmästaren på Skärsätra herrgård på Lidingö. När han var 15 år flyttade föräldrarna till Stockholm och han sattes i typograflära. Två år senare flyttade han med föräldrarna till Södertälje, där han så småningom blev utlärd typograf. Redan i barndomen hade han tuberkulos och han avled i den sjukdomen endast 24 år gammal.
Eftersom han arbetade i sitt yrke och var bosatt i Södertälje, hade han inte tillfälle att delta i det bohemliv, som var vanligt i Stockholms anarkistkretsar. Håkansson var autodidakt och läste obehindrat tyska och franska, liksom esperanto, som han utövade ett halvår som sättare på ett esperantoförlags tryckeri i Paris vintern 1906–1907. Han hade även börjat lära sig engelska då han dukade under för sjukdomen. Einar Håkansson är begravd på Södertälje kyrkogård.

### Skribenten
Axel Uhlén ansåg att Håkansson nästan i allt var sin samtida författare Leon Larssons motsats. Han hade ett yrke och ordnad ekonomi, ett klart och kritiskt intellekt och ingen önskan att stå i centrum för allas uppmärksamhet. Han var ingen stor poet, men däremot en utmärkt prosaförfattare. Om han hade fått leva, skulle han med stor sannolikhet ha blivit en betydande författare.
Håkansson började medarbeta i Brand innan han fyllt 19 år, först med en polemik riktad mot Hjalmar Branting, därefter med en bred exposé över grymheter begångna i civilisationens namn och slutligen i nr 11 1902 ett antal antimilitaristiska ögonblicksbilder. Dessa låg till grund för en senare polemik med Branting om skarpskytterörelsen. Han fortsatte att medverka i Brand under 1904 och 1905 med artiklar under signaturen E.H, som senare trycktes om i Draksådd. En av artiklarna Härrens heliga nattvard blev åtalad, men frikändes av tryckfrihetsjuryn.

### Anarkisten

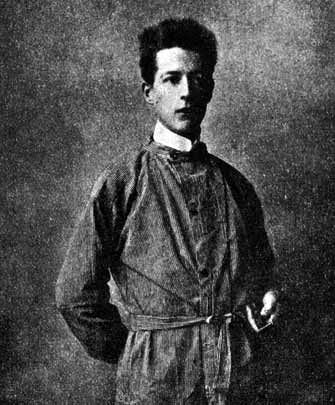
Einar Håkansson, cirka 1905.

Ideologiskt var Håkansson övertygad kommunistisk anarkist och en av den tidens kunnigaste. Hans övertygelse om, att anarkismen skulle leda till ett lyckorike på jorden var fullständig. Han ställer själv frågan: Är socialiststaten idealet? Och svarar nekande: 
| ”                    | Vägen till frälsning, till frihet går endast genom all auktoritär styrelses, all maktutövnings tillintetgörelse, genom statens och regeringens upplösning, genom lagarnas och privategendomens upphävande — genom utrotandet av våra enda fiender: våra herrar. | „ |
| – Brand, nr 9, 1905. | |   |

### Draksådd. Fem otrons artiklar
Draksådd. Fem otrons artiklar var den enda bok som Håkansson gav ut. Den trycktes 1906, men utkom först 1907 på författarens egen bekostnad. Den blev omedelbart åtalad och belagd med kvarstad. Detta hade förläggaren förutsett, eftersom skriften var grovt hädisk, och därför gömt undan 2995 exemplar av totalupplagans 3000. Polisen kom därmed bara åt att beslagta fem exemplar. Nu blev domen fem månaders fängelse, men den avkunnades först tre månader efter Håkanssons död. En ny ministär under Arvid Lindman hade tillträtt den 29 maj 1906 och dess justitieminister, Albert Petersson, med öknamnen Åtals-Pelle och Justitie-Pelle, inledde en period med tryckfrihetsåtal.

### NovellenKval
Efter Håkanssons död utgavs några av hans efterlämnade artiklar, skisser och noveller, däribland även novellen Kval, som först publicerats i Brand nr 17, 1908. Den handlar om en ung man, som i ett krig stympats och mist sitt könsorgan. Han blir kär i en flicka och ska gifta sig, men han avslöjar sin hemlighet först efter bröllopet och tar sedan sitt liv. Tidningen åtalades inte och inte heller ett publicerat särtryck, men en andra upplaga, tryckt i Södertälje 1910, åtalades och fälldes för sin antimilitaristiska tendens. Den ansvarige utgivaren, ungsocialisten Fredrik Rosengren, dämdes till fem månaders fängelse, som emellertid hovrätten senare reducerade till tre månader. Försvarsadvokaten Henning von Melsted skrev i en inlaga till rätten att Kval var en fredspredikan "vilken i stolt och djärv originalitet saknar motstycke i vår svenska diktning och är värd ett helt annat öde än konfiskationens kättarbål år 1910".
Ett barnbarn till Einar Håkanssons bror Eskil är rocksångaren (Ola and the Janglers, Secret Service) och sedermera skivproducenten Ola Håkansson.